# 1361
| [ Edytuj tabelę ]                          |                                                                          |
| Król Polski                                | - 1333 Kazimierz III Wielki 1370                                         |
| Król Albanii                               | - 1332 Robert 1364                                                       |
| Współksiążęta Andory                       | - 1351 Hug Desbac 1361 - 1343 Gaston III 1391                            |
| Król Anglii                                | - 1327 Edward III 1377                                                   |
| Król Aragonii i Walencji, hrabia Barcelony | - 1336 Piotr IV Aragoński 1387                                           |
| Władca Azteków                             | - 1325 Tenoch 1376                                                       |
| Elektor Brandenburgii                      | - 1356 Ludwik VI Rzymianin 1365                                          |
| Książę Bawarii                             | - 1347 Stefan II 1375                                                    |
| Książę Burgundii                           | - 1349 Filip I z Rouvres 1361 - 1361 interregnum 1364                    |
| Cesarz Bizancjum                           | - 1355 Jan V Paleolog 1376                                               |
| Car Bułgarii                               | - 1331 Iwan Aleksander 1371 - 1356 Iwan Stracimir 1396                   |
| Cesarz Chin                                | - 1333 Huizong 1368                                                      |
| Król Cypru                                 | - 1359 Piotr I 1369                                                      |
| Król Czech                                 | - 1346 Karol IV Luksemburski 1378                                        |
| Król Danii                                 | - 1340 Waldemar Atterdag 1376                                            |
| Władca Egiptu                              | - 1354 An-Nasir Hasan 1361 - 1361 Al-Mansur Muhammad 1363                |
| Cesarz Etiopii                             | - 1344 Nyuaje Krystos 1372                                               |
| Król Francji                               | - 1350 Jan II Dobry 1364                                                 |
| Król Gruzji                                | - 1360 Bagrat V Wielki 1393                                              |
| Hrabia Holandii                            | - 1358 Albert 1404                                                       |
| Cesarz Japonii                             | - 1339 Go-Murakami 1368                                                  |
| Kalif                                      | - 1352 Al-Mu’tadid I 1362                                                |
| Król Kastylii i Leónu                      | - 1350 Piotr I Okrutny 1369                                              |
| Patriarcha Konstantynopola                 | - 1355 Kalikst I 1363                                                    |
| Władca Korei                               | - 1351 Kongmin 1374                                                      |
| Wielki książę litewski                     | - 1345 Olgierd 1377                                                      |
| Cesarz Majapahitu                          | - 1350 Hajam Wuruk 1389                                                  |
| Sułtan Maroka                              | - 1359 Ali II 1361 - 1361 Abu Umar Taszfin 1361 - 1361 Muhammad III 1366 |
| Książę Mediolanu                           | - 1354 Galeazzo II 1378 - 1354 Bernabò 1385                              |
| Wielki książę moskiewski                   | - 1359 Dymitr Doński 1389                                                |
| Król Nawarry                               | - 1349 Karol II Zły 1387                                                 |
| Król Norwegii                              | - 1343 Haakon VI Magnusson 1380                                          |
| Elektor Palatynatu                         | - 1356 Ruprecht I 1390                                                   |
| Papież                                     | - 1352 Innocenty VI 1362                                                 |
| Król Portugalii                            | - 1357 Piotr I 1367                                                      |
| Cesarz Rzymski (niemiecki)                 | - 1346 Karol IV Luksemburski 1378                                        |
| Car Serbii                                 | - 1355 Stefan Urosz V Nijaki 1371                                        |
| Elektor Saksonii                           | - 1356 Rudolf II Askańczyk 1370                                          |
| Król Szkocji                               | - 1329 Dawid II Bruce 1371                                               |
| Król Szwecji                               | - 1319 Magnus Eriksson 1363                                              |
| Król Tajlandii                             | - 1350 Ramathibodi I 1369                                                |
| Sułtan Turków                              | - 1360 Murad I 1389                                                      |
| Doża Wenecji                               | - 1356 Giovanni Delfino 1361 - 1361 Lorenzo Celsi 1365                   |
| Król Węgier                                | - 1342 Ludwik Andegaweński 1382                                          |
| Wielki mistrz zakonu krzyżackiego          | - 1351 Winrich von Kniprode 1382                                         |

Rok 1361 / MCCCLXI
stulecia: XIII wiek ~
XIV wiek ~
XV wiek

lata: 1351 «
1356 «
1357 «
1358 «
1359 «
1360 «
1361
» 1362
» 1363
» 1364
» 1365
» 1366
» 1371

## Wydarzenia w Polsce
- W Gdańsku wybuchło powstanie antykrzyżackie - krwawo stłumione.

## Wydarzenia na świecie
- 24 kwietnia – Na polecenie króla Portugalii Piotra I Sprawiedliwego odbyła się koronacja ekshumowanych zwłok jego żony Inês de Castro, zamordowanej w styczniu 1355 roku z inspiracji ówczesnego króla Alfonsa IV.
- Adrianopol bez walki dostał się w ręce Turków, którzy przekształcili go w umocniony obóz osłaniający dostęp do Konstantynopola.

## Urodzili się
- 26 lutego – Wacław IV Luksemburski, król rzymsko-niemiecki, czeski, książę Luksemburga (zm. 1419)

## Zmarli
- styczeń – Willana de Botti, włoska tercjarka dominikańska, błogosławiona katolicka (ur. ok. 1332)
- 9 czerwca – Philippe de Vitry, francuski kompozytor i teoretyk muzyki (ur. 1291)
- 15 czerwca – Johannes Tauler, niemiecki teolog i mistyk (ur. 1301)
- 21 listopada – Filip I, syn Joanny z Owernii, książę Burgundii (ur. 1344)
- data dzienna nieznana:
  - Elżbieta Kazimierzówna, córka Kazimierza Wielkiego (ur. ok. 1326)[1]